# 8 Years: Many Classic Moments
Albums de Globe
Lights 2
(2002) Level 4
(2003)
Remix par Globe
Global Trance 2
(2002)
Compilations par Globe
Ballads and Memories
(2002)
8 Years: Many Classic Moments, est le deuxième album compilation du groupe Globe, sorti en 2002.

## Présentation
L'album, coécrit, composé et coproduit par Tetsuya Komuro, sort d'abord au format CD le 27 novembre 2002 au Japon sur le label Avex Globe de la compagnie Avex, sept mois après le précédent album original du groupe, Lights 2 (entre-temps est sorti son album de remix Global Trance 2), et trois ans après sa première compilation Cruise Record 1995-2000 dont huit des titres sont repris sur 8 Years. Il atteint la 2e place du classement des ventes de l'Oricon, et reste classé pendant 13 semaines. Il restera le septième album le plus vendu du groupe, et son album le plus vendu depuis l'an 2000.
L'album compile treize titres du groupe couvrant ses huit premières années d'existence, dont dans l'ordre chronologique les chansons-titres de onze des 27 singles du groupe sortis jusqu'alors, déjà parues dans des versions généralement remaniées sur les albums originaux sortis précédemment. La compilation contient aussi deux autres titres à la fin : une version courte de la chanson-titre du prochain single Seize the Light avec Yoshiki qui sortira deux mois plus tard (version courte utilisée comme générique japonais de la série Dark Angel), et une version remixée de la chanson Winter Comes Around Again parue uniquement sur un single spécial expédié aux seuls acheteurs de la série complète de quatre singles sortis à la suite par le groupe en septembre 1998 (Wanna Be a Dreammaker, Sa Yo Na Ra, Sweet Heart et Perfume of Love, contenant quatre codes à envoyer pour recevoir ce single au format 8 cm de diamètre ne contenant qu'un titre dont la version originale restera inédite sur un disque commercial).
Une autre compilation de titres du groupe sortira seulement un mois plus tard : Ballads and Memories. En 2004, l'album 8 Years sera aussi édité au format DVD-Audio le 28 janvier, puis réédité en CD le 31 mars mais incluant cette fois un DVD contenant les clips vidéo de sept des titres, sous le titre 8 Years - Many Classic Moments + DVD.

## Liste des titres
Les chansons sont écrites, composées et arrangées par Tetsuya Komuro (avec Yoshiki pour la n°13), sauf n°8 et 10 écrites par Keiko, et coécrites par Marc (sauf n°1 et 10).
| CD    | CD                                                                          | CD                                           | CD    | CD | CD | CD | CD | CD | CD |
| No    | Titre                                                                       | Origine                                      | Durée |    |    |    |    |    |    |
| ----- | --------------------------------------------------------------------------- | -------------------------------------------- | ----- | -- | -- | -- | -- | -- | -- |
| 1.    | Feel Like Dance (Feel Like dance)                                           | 1er single                                   | 5:54  |    |    |    |    |    |    |
| 2.    | Departures (Radio Edit) (DEPARTURES ...)                                    | 4e single (version du single)                | 5:13  |    |    |    |    |    |    |
| 3.    | Is This Love (Is this love)                                                 | 6e single                                    | 5:31  |    |    |    |    |    |    |
| 4.    | Face (FACE)                                                                 | 8e single                                    | 6:16  |    |    |    |    |    |    |
| 5.    | Faces Places (FACES PLACES)                                                 | 9e single                                    | 6:27  |    |    |    |    |    |    |
| 6.    | Love Again (Love again)                                                     | 12e single                                   | 4:44  |    |    |    |    |    |    |
| 7.    | Wanna Be a Dreammaker (wanna Be A Dreammaker)                               | 13e single                                   | 5:33  |    |    |    |    |    |    |
| 8.    | Still Growin' Up (still growin' up)                                         | 18e single                                   | 4:39  |    |    |    |    |    |    |
| 9.    | Don't Look Back (Album Edit) (DON'T LOOK BACK)                              | 21e single (co-face A ; version de Outernet) | 6:39  |    |    |    |    |    |    |
| 10.   | Try This Shoot (try this shoot)                                             | 23e single                                   | 5:59  |    |    |    |    |    |    |
| 11.   | Many Classic Moments                                                        | 26e single                                   | 6:09  |    |    |    |    |    |    |
| 12.   | Winter Comes Around Again (TK Mix) (winter comes around again ...)          | Version remixée d'un single spécial          | 7:47  |    |    |    |    |    |    |
| 13.   | Seize the Light (Dark Angel Version) (seize the light (DARK ANGEL version)) | Version courte du futur 28e single           | 1:42  |    |    |    |    |    |    |
| 72:33 |                                                                             |                                              |       |    |    |    |    |    |    |

| 1. | Feel Like Dance (Video Clip) (Feel Like dance)             | Clip vidéo du 1er single |  |
| 2. | Is This Love (Video Clip) (Is this love)                   | Clip vidéo du 6e single  |  |
| 3. | Faces Places (Video Clip) (FACES PLACES)                   | Clip vidéo du 9e single  |  |
| 4. | Love Again (Video Clip) (Love again)                       | Clip vidéo du 12e single |  |
| 5. | Wanna Be a Dreammaker (Video Clip) (wanna Be A Dreammaker) | Clip vidéo du 13e single |  |
| 6. | Still Growin' Up (Video Clip) (still growin' up)           | Clip vidéo du 18e single |  |
| 7. | Many Classic Moments (Video Clip)                          | Clip vidéo du 26e single |  |